# Taiheke
Le Taiheke est une variété néo-zélandaise de houblon (Humulus lupulus) destinée à la production de bière, qui a un profil à la fois aromatique et amérisant. Il s’agit biologiquement de la même variété que le Cascade, mais le terroir des cultures influant assez distinctement sur les caractéristiques brassicoles, la variété a été renommée en 2016 et la marque déposée. Elle est donc aussi connue sous les noms Taiheke Brand USDA 56013 — où « USDA 56013 » réfère usuellement au Cascade, « USDA » désignant le département américain de l’Agriculture qui a rendu la variété publique en 1971-1972 — et anciennement NZ Cascade pour « Cascade néo-zélandais ».

## Historique
Le Cascade a été créé en 1972 aux États-Unis, au campus de Corvallis du Oregon State College, qui deviendra par la suite l’université d’État de l’Oregon (OSU). C’est le département américain de l’Agriculture (USDA) qui avait lancé dès la fin de la Prohibition ces recherches, essentiellement pour trouver des solutions contre le mildiou et autres maladies, mais aussi pour obtenir une variété aromatique américaine et permettre aux brasseurs d’éviter l’import de houblons européens. Après une intense période de culture aux États-Unis de 1974 à 1984, le Cascade passe de mode. Cependant, son statut de variété non protégée lui permet d’être planté dans tous les coins du globe.
La mode des bières houblonnées arrive dans les années 1990 et 2000 aux États-Unis — mode qui s’étend à l’international dans les années 2000 et 2010. À titre de test, une petite surface de Cascade est plantée en Nouvelle-Zélande pour la récolte de 2000, ce qui est aussi fait avec d’autres variétés ; elle est commercialisée essentiellement localement au début. Dans les années 2010, l’essor du marché international replace le Cascade à la mode, mais la variabilité de le variété en fonction du terroir oblige à préciser l’origine des plants. En 2016, le « NZ Cascade » est renommé « Taiheke », et la marque déposée en Nouvelle-Zélande et aux États-Unis (et plus tard en Australie).

## Caractéristiques

### Utilisations
Le Taiheke a des caractéristiques intéressantes pour la production de bière. C’est un houblon « à double usage » : il peut être utilisé pour ses qualités aromatiques comme pour sa capacité à amériser — plus forte que celle de son parent.
Il est notamment utilisé dans des IPA, des NEIPA, et autres pale ales à l’américaine ou non,, c’est-à-dire des bières de fermentation haute. Produit en quantité plutôt réduite, il n’est pas distribué en poudre de lupuline ou autre concentré.

### Amertume
| Mesure       | Min.  | Max.  |
| ------------ | ----- | ----- |
| Acides alpha | 6 %   | 8 %   |
| Acides bêta  | 5,0 % | 5,5 % |
| Rapport α/β  | 1     | 2     |

Les acides alpha générés se situent entre 6 % et 8 %, contre une fourchette de 4,5 % à 7 % pour le Cascade américain. Les acides bêta sont également plus présents, avec un taux de 5,0 % à 5,5 %, contre 4,8 % à 7,0 % pour son parent.
Le taux de cohumulone dans les acides alpha — , un acide tenu en général responsable d’une amertume « dure » — est de 37 % en moyenne (à peu près comme son parent), là où pour certains houblons ce taux peut monter jusqu’à 65 %.

### Arômes
| Huile         | Teneur moy. |
| ------------- | ----------- |
| Myrcène       | 53,6 %      |
| Humulène      | 14,5 %      |
| Caryophyllène | 5,4 %       |
| Farnésène     | 6 %         |

La quantité d’huiles pour cent grammes est équivalente à celle du Cascade américain, autour de 1,1 mL / 100 g. Cependant, les proportions de ces huiles, et donc l’arôme résultant après le brassage, ne sont pas exactement similaires.
Le Taiheke a comme son parent le Cascade un goût qui tend principalement vers l’agrume, notamment le pamplemousse et un peu le citron vert. Cependant, il rappelle ensuite les fruits tropicaux, au lieu d’évoluer vers un goût plus épicé.

### Culture
La variété est assez adaptable, ayant aisément poussé en Nouvelle-Zélande en ayant été créée dans le nord-ouest des États-Unis, mais la marque protège son origine. C’est cependant un houblon considéré comme plutôt facile à cultiver.
Le Taiheke est cultivé d’une manière assez respectueuse de l’environnement, garantie par le label Bio-Gro. Cela est rendu possible par l’absence en Nouvelle-Zélande des maladies usuelles du houblon. Il se récolte en début de saison.

## Exemples de bières
La relativement faible production de Taiheke — simplement due aux faibles surfaces de culture du houblon en Nouvelle-Zélande — le rend difficile à utiliser dans des bières ayant une production régulière. Un grand nombre de brasseries ont aussi tendance à marier le Taiheke avec différentes autres variétés de houblon néo-zélandaises — une question de terroir peut-être, ou moins prosaïquement d’approvisionnement en commande groupée de houblons de cette origine.
- La brasserie Cabin basée à Calgary au Canada donne un bel exemple de « bière produite temporairement et aux houblons néo-zélandais » avec sa Dawn Chorus, brassée en 2020 avec outre le Taiheke du Nelson Sauvin, du Moutere et du Motueka[11].
- La brasserie Confluence basée à Des Moines aux États-Unis l’utilise dans une bière faisant partie d’une série « Extinction Event », dont les houblons changent régulièrement. Cette bière spécifique est brassée avec également du Citra et du HBC 644[12].
- Quelques bières mettent en avant l’usage de cette variété parmi d’autres houblons. C’est le cas par exemple de la Taiheke de la Frome Brewing Company basée à Frome au Royaume-Uni, qui utilise en outre du Rakau, un autre houblon néo-zélandais[13].
- Le Taiheke a parfois été utilisé dans des types de bières où l’on ne l’attend pas, par exemple dans un stout de la brasserie Kernel basée à Londres au Royaume-Uni, intitulé Dry Stout et brassé en outre avec du Wakatu, un autre houblon néo-zélandais[14].
- La brasserie Kernel précédemment citée a également utilisé cette variété dans des types de bière que l’on imagine plus aisément, notamment dans une pale ale avec du Wai-iti et du Simcoe[15], et dans sa Foeder Beer, vieillie en tonneau de vin rouge[16].